# Nicéforo (césar)
Nicéforo (en griego: Νικηφόρος) fue el segundo hijo del emperador Constantino V (741-775) y César del Imperio Bizantino. Fue relacionado en un complot contra su hermano, León IV (775-780), que le costó el título. También fue el foco de muchos intentos de usurpación en los reinados de su sobrino, Constantino VI (780-797), y de su cuñada, Irene de Atenas (797-802). Por ello fue cegado y exiliado en un monasterio el resto de sus días, los cuales pudieron terminar en la isla de Aphousia, en algún punto posterior al 812.

## Biografía

### Primeros años y comienzo de las conspiraciones

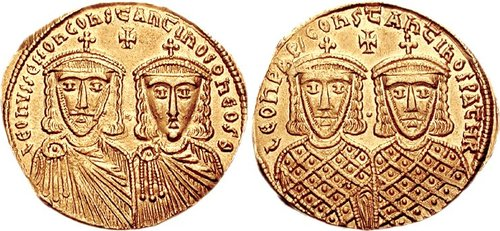
Un sólido de oro de León IV (775-780), representando a Constantino VI (780-797), así como sus ancestros León III (717-741) y Constantino V (741-775).

Nicéforo a nació a finales de la década de 750 (c. 756/758), siendo hijo del emperador Constantino V y tercera esposa Eudoxia. Nicéforo fue el tercer hijo de  Constantino tras León IV (750-780), hijo de Constantino e Irene de Jazaria, y Cristian, siendo hijo este también de Eudoxia. Es posible que Nicéforo o su hermano mayor tuviera por melliza a la futura Santa Antusa, única hija de Constantino V. El 1 de abril de 769, Eudoxia fue nombrada Augusta, y en ese momento  Cristian y Nicéforo fueron nombrados César, mientras que su hermano Niketas fue nombrado Nobilissimus. Nicéforo tubo dos hermanos menores, Anthimos y Eudokimos, que recibieron el tratamiento de Nobilissimi.
Cuando Constantino V murió en el año 775, su primogénito ascendió al trono como León IV. Pronto, León causó el malestar para con sus hermanos al confiscar sus reservas de oro y distribuirlas entre el ejército y los ciudadanos de Constantinopla. Poco después, en la primavera de 776, se descubrió una conspiración encabezada por Nicéforo que involucraba a varios cortesanos de importancia relativa. Nicéforo fue depojado de su rango sin mayor daño; mientras otros conspiradores fueron forzados a recibir la tonsura y exiliados Querson, Crimea.
Cuando León murió en octubre 780, fue sucedido por el único hijo que le dio la emperatriz Irene, Constantino VI. Como el emperador era menor, precisaba de su madre para que sirviera de regente; la cual no era aceptada por ser una mujer extranjera en un tiempo de predominancia militar y, principalmente, por ser una iconodula, es decir, devota ante los iconos. Las creencias de Irene se consideraban una herejía ante la iconoclasia impuesto en el Imperio bizantino, especialmente popular entre los oficiales aún leales a Constantino V. Por ello, un número de ellos entre los que se incluyen el Logoteta Postal (encargado de los asuntos exteriores) Gregorio, antiguo strategos (gobernador) del thema Anatólico Bardas y Constantino, comandante del regimiento de excubitores, planearon colocar a Nicéforo en el trono. No obstante, el complot fue descubierto un mes y medio después de la muerte de León IV; dadas las circunstancias, la viuda exilió a los implicados, y obligó la ordenación de Nicéforo y sus otros cuñados para impedir sus derechos al trono, lo cual demostró al pueblo después de forzarles a dar la misa en Santa Sofía en Navidad.
Nicéforo y sus hermanos desparecieron de las fuentes hasta 792, cuando Irene regresó al poder tras dos años apartada por una revuelta militar, unida a la derrota de Constantino VI en la batalla de Marcellae contra los búlgaros, causando un descontento general entre las tropas. Algunos regimientos de la guardia imperial, estos tagmas proclamaron emperador a Nicéforo, pero Constantino reaccionó rápidamente encarcelando a sus tíos para cegar a Nicéforo y cortar la lengua de los otros. Tras esto los hijos de Constantino V fueron encerrados en Therapia.

### Después de 792

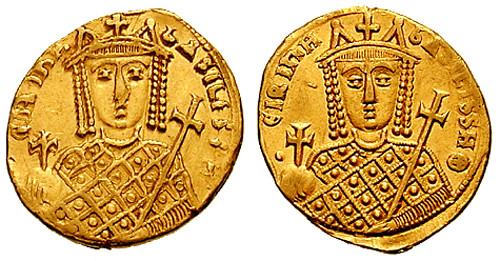
Sólido de la emperatriz Irene datado en su reinado (797-802).

Nicéforo no vuelve a ser mencionada hasta 792, cuando podría ser mencionado de forma colectiva junto a sus hermanos. Es cuestionado si Nicéforo podría estar dentro de esta referencia colectiva, aunque algunos trabajos, como Oxford Dictionary of Byzantium, afirman que compartió el mismo sino que sus hermanos hasta su muerte en algún punto posterior a 812.
Después de que Irene derrocase a su hijo en 797, los que apoyaban a los hermanos les aconsejaron refugiarse en Santa Sofía. De haber tenido intenciones de aprovechar la popularidad de  Constantino VI para animar la rebelión contra Irene y coronar a uno de los hermanos; esto fue frustrado por Irene y su consejero, el eunuco Aetios, quienes les exiliaron a Atenas. Desde allí, volvieron a servir a una conspiración: En marzo de 799, un arcontes eslavo del sur de Tesalia junto a tropas de la thema de la Hélade (donde se encontraba Atenas) planearon proclamar emperador a alguno de ellos. Pero la conjura fue frustrada, conllevando el traslado de los hermanos a Panormos, mar de Marmara y que se cegara a los hermanos de Nicéforo.
Son mencionados por última vez en 812, cuando un grupo de soldados disgustados quisieron proclamar a uno emperador tras la caída de Debeltum a manos de los búlgaros. El emperador Miguel I Rangabé (811-813) calmó los ánimos con rapidez y envió a los hermanos a Aphousia, donde murieron tiempo después.